# La Documentation française
La Documentation française est la marque éditeur de la direction de l'information légale et administrative, relevant du Secrétariat général du Gouvernement.  

## L'histoire
C'est en 1945 que le général de Gaulle confia à Marcel Koch (d) et Jean-Louis Crémieux-Brilhac le soin de créer La Documentation française. Destinée à l'origine à informer au mieux les pouvoirs publics sur la vie publique en France et à l'étranger ainsi que sur les questions internationales, cette structure inédite dans le paysage institutionnel français a rapidement été au service de l'ensemble des administrations et des citoyens.  

## Les activités éditoriales
La Documentation française propose des ouvrages, des revues, des beaux livres à destination des agents publics, des professeurs et étudiants et du grand public. 
L’ensemble de ces publications est destiné à informer le citoyen sur l’action des pouvoirs publics, présenter les grandes questions françaises et internationales et satisfaire la quête d’intelligibilité. La Documentation française aide à la compréhension politique, économique et sociale du monde contemporain. 
Un large choix de revue et ouvrages traitant de l’actualité dans toutes ses dimensions. Elle fait appel à des auteurs extérieurs tels que : hauts fonctionnaires, chercheurs, universitaires, en respectant la liberté académique. 
Depuis 2010, La Documentation française forme un ensemble cohérent et complémentaire avec le site Vie-publique.fr sur lequel on retrouve le catalogue fort de 1 900 références, ainsi que les déclinaisons numériques de ses productions. Toutes les revues et ouvrages sont en vente en librairie et en e-librairie.                                                
C’est également le partenaire des administrations, pour accompagner l’édition des rapports officiels, des ouvrages historiques ou autres monographies des institutions, ministères et organismes publics.       

## Les revues et collections publiées
- Questions internationales rend accessible à un large public des analyses et des points de vue français et européens sur l’actualité internationale.
- Les Cahiers français nourrit le débat public en abordant les grands sujets relevant de l’économie, de la science politique, du droit et de sociologie.
- Doc'en Poche[1]propose des ouvrages dans les domaines politique, social, économique ou international.
- Découverte de la vie publique[2]s’attache à faire découvrir les institutions et la vie publique en France et dans l’Union européenne.
- Formation administration concours s’adresse essentiellement aux candidats des concours administratifs de la fonction publique.

- anciennes publications[3],[4]:
  - Courrier des pays de l'Est[5].
  - Documentation photographique[6].
  - Les Études de la DF[7].
  - Problèmes économiques[8].
  - Problèmes politiques et sociaux[9].
  - Regards sur l'actualité[10].
  - Problèmes d'Amérique Latine[11].
  - Maghreb-Machrek[12].
  - Afrique contemporaine[13].